# Radioaktivität (sang)
 For alternative betydninger, se Radioaktivität. (Se også artikler, som begynder med Radioaktivität)
"Radioaktivität" (eng: Radioactivity) er titelnummeret på albummet Radioaktivität, udgivet af den tyske musikgruppe Kraftwerk i 1975.
Sangen, der omhandler radioaktivitet, ligger i umiddelbar forlængelse af nummeret "Geigerzähler" (eng: Geiger Counter) og fader langsomt over i sangen "Radioland" hen imod slutningen.
I sangen høres lyden af en elektrisk telegraf. Morsekoden der høres svarer til teksten i sangen.

## Tekst
"Radioactivity – Is in the air for you and me"
(Radioaktivitet – Er i luften for dig og mig) 
"Radioactivity – Discovered by Madame Curie" 
(Radioaktivitet – Opdaget af Madame Curie) 
"Radioactivity – Tune in to the melody" 
(Radioaktivitet – Stil ind på melodien) 
"Radioactivity – Is in the air for you and me" 
(Radioaktivitet – Er i luften for dig og mig)
"Radio Aktivität – Für dich und mich im All entsteht"
(Radioaktivitet – Til stede i alt hvad der omgiver os)
"Radio Aktivität – Strahlt Wellen zum Empfangsgerät"
(Radioaktivitet – Sender bølger til modtageren)
"Radio Aktivitat – Wenn's um unsere zukunft geht" 
(Radioaktivitet – Når det handler om vores fremtid)
"Radio Aktivitat – Für dich und mich im All entsteht" 
(Radioaktivitet – Til stede i alt hvad der omgiver os)

## The Mix-udgaven
I 1991 udgav Kraftwerk albummet The Mix, der indeholdt remixede udgaver af deres største hits. Heriblandt var også en techno-udgave af "Radioaktivität", udsat for vocoder og disco beats. Teksten, der i 1975-udgaven var overvejende positiv overfor emnet, var ligeledes markant ændret. En talesyntese (et program der oversætter elektronisk tekst til tale) udtalte ordene "Tschernobyl, Harrisburg, Sellafield, Hiroshima". Tjernobyl, Harrisburg og Sellafield er atomkraftværker hvor der er sket ulykker, og i Hiroshima blev der kastet en atombombe under anden verdenskrig. 
Den øvrige tekst kom til at lyde kom således: 
"Stopt Radioaktivität – Weil 's um unsere Zukunft geht" 
(Stop radioaktiviteten – fordi det gælder vores fremtid)
"Stop Radioaktivität – Für dich und mich im all Entsteht" 
(Stop radioaktiviteten – den er til stede i alt hvad der omgiver os)
"Strahlentod und Mutation – Durch die Schnelle Kernfusion" 
(Stråledød og mutation – i den hurtige kernefusion) 
"Radioactivity – Is in the air for you and me"
(Radioaktivitet – Er i luften for dig og mig) 
"Radioactivity – Discovered by Madame Curie" 
(Radioaktivitet – Opdaget af Madame Curie) 

## Live-udgaven
Når Kraftwerk spiller sangen live, introduceres sangen med et dæmonisk lydspor og en advarende tekst, der både bliver vist på storskærm og bliver fremsagt af en vocoder-manipuleret stemme. Teksten lyder således: 
"Sellafield 2 will produce 7.7 tons of plutonium every year. 1.5 kg of plutonium make a nuclear bomb. Sellafield 2 will release the same amount of radioactivity into the environment as Chernobyl every 4.5 years. One of these radioactive substances, Krypton 85, will cause death and skin cancer".